# 棘鱗腔吻鱈
棘鱗腔吻鱈，為輻鰭魚綱鱈形目鼠尾鱈科的其中一種。分布於中西太平洋海域，屬深海底棲性魚類，棲息深度可達759公尺，體長可達16公分，生活習性不明。